# Le Temple de l'oubli

Le Temple de l'oubli est une bande dessinée sortie en 1984, deuxième volet de la première époque de la saga La Quête de l'oiseau du temps.
Ce tome est la suite de La Conque de Ramor.

## Résumé

### Arrivée chez Mara (pages 15 à 27)
Le chevalier Bragon, Pélisse et l'Inconnu arrivent au pays de la « Marche des voiles d'écume », dirigé par la princesse-sorcière Mara, mère de Pélisse et ancienne compagne de Bragon.
Mara vient à leur rencontre et leur annonce quelle nouvelle mission les attend : ils doivent maintenant se rendre au Temple de l'oubli, dans lequel ils pourront déchiffrer des runes qui leur indiqueront la localisation de l'Oiseau du Temps.
Le petit groupe arrive à Thâ, capitale de la Marche des voiles d'écume, qui vient d'être attaquée par des Jaisirs souhaitant dérober le Grimoire sacré qui indique tous les secrets d'Akbar.
À Thâ, Bragon retrouve Bodias, le prince-sorcier de la « Marche des Mille verts », qui jadis séduisit Mara et prit la place de Bragon dans le cœur de cette dernière.

### En route vers le Temple de l'oubli (pages 28 à 43)
Bragon, Pélisse et son fourreux, Bodias et le mystérieux Inconnu traversent la « Marche des lèvres de sable », dont la cité-capitale est Numur. Ce pays recèle en son sous-sol des vers des sables farouches et affamés, qui soudainement s'attaquent aux voyageurs qui s'écartent des sentiers balisés . L'attaque de ces vers des sables est appelée la mort rampante.
Le prince-sorcier de la Marche des lèvres de sable est Fjel, qui discute avec Bulrog : ces deux personnages concluent un accord selon lequel Bulrog empêchera Bragon et ses amis d'accéder au Temple de l'oubli. Sa récompense sera de faire ce qu'il veut de Bragon.
Le quatuor arrive dans la ville de Numur et se présente à Fjel.
Plus tard, Bragon, Bodias et Bulrog vont au Temple de l'oubli, tandis que Pélisse et l'Inconnu se reposent dans une chambre du palais de Fjel. Néanmoins, par hasard, Pélisse apprend que Bulrog se conduit en traître.

### Dans le Temple de l'oubli (pages 44 à 61)
Bragon, Bodias et Bulrog descendent dans les profondeurs du Temple de l'oubli. Après une longue marche, ils accèdent à une Pyramide, entourée par l'eau maléfique du fleuve Dol. Comment accéder aux runes de la Pyramide sans se noyer dans le fleuve ? 
Ils sont alors attaqués par des « bestioles » orange qui les neutralisent en absorbant leurs souvenirs et leur force vitale. Ce sont ces petites créatures qui sont les gardiens du Temple de l'oubli. Comme son nom l'indique, ce Temple, grâce aux bestioles, fait perdre la mémoire et la raison à ceux qui violent son sanctuaire.
Pendant ce temps Pélisse, qui a découvert la traîtrise de Bulrog, a décidé de venir en aide au trio. Elle ordonne à l'Inconnu de l'accompagner. Tous deux s'emparent de montures et se rendent au Temple. Ils suivent les traces de leurs amis. Quand ils arrivent près d'eux, le Fourreux de Pélisse s'anime de pouvoirs magiques : puisant son énergie dans la force vitale de la jeune fille, il évince les bestioles, si bien que Bragon, Bodias et Bulrog recouvrent leur esprit.
Soudain surgit inopinément Fol, le petit être déjà rencontré dans le tome 1er de la Quête. Il ne craint ni les bestioles ni les dangers du fleuve Dol. Il leur propose une énigme, dont Bodias trouve la solution. Ils savent désormais où se trouve l'Oiseau du Temps : au sommet du piton rocheux « le Doigt du Ciel ». Fol les quitte aussi soudainement qu'il était apparu.
Les cinq compagnons (y compris Pélisse évanouie) remontent vers la sortie. Épuisés, ils sortent du Temple de l'oubli.
Après une discussion orageuse entre Fjel, Bulrog, Bodias et Bragon, un combat éclate. Bodias détruit le Bâton de commandement de Fjel, mais lors de la bagarre, il est grièvement blessé par le Fouet ardent manié par l'Inconnu.
Le combat cesse : Bragon, Pélisse et l'Inconnu emportent Bodias blessé ; Fjel et Bulrog s'interrogent sur le Bien et le Mal, sur la quête du pouvoir, etc.
Alors que Bragon, Pélisse et l'Inconnu ramènent Bodias vers la Marche des Mille Verts, Bodias dit que Pélisse est sans nul doute la fille de Bragon, puis meurt.
Les compagnons continuent leur route vers le piton du « Doigt du Ciel ». Leurs aventures sont contées dans le tome suivant, intitulé Le Rige.